# بي. بي. ستوديو
بي. بي. ستوديو (بالإنجليزية: B.B. Studio)، هي شركة يابانية لصناعة ألعاب الفيديو تابعة للشركة الأم بانداي نامكو إنترتينمنت، تأسست سنة 1994، وتقع مقرها في العاصمة اليابانية طوكيو.